# Dynamenella bullejiensis
Dynamenella bullejiensis är en kräftdjursart som beskrevs av Javed och M. Firoz Ahmed 1988. Dynamenella bullejiensis ingår i släktet Dynamenella och familjen klotkräftor. Inga underarter finns listade i Catalogue of Life.